# ارين هايوود وليامز
ارين هايوود وليامز (بالإنجليزية: Warren Heywood Williams)‏ هو مهندس معماري أمريكي، ولد في 1844 في نيويورك في الولايات المتحدة، وتوفي في يناير 1888 بسبب ذات الرئة.